# Kukundaraye

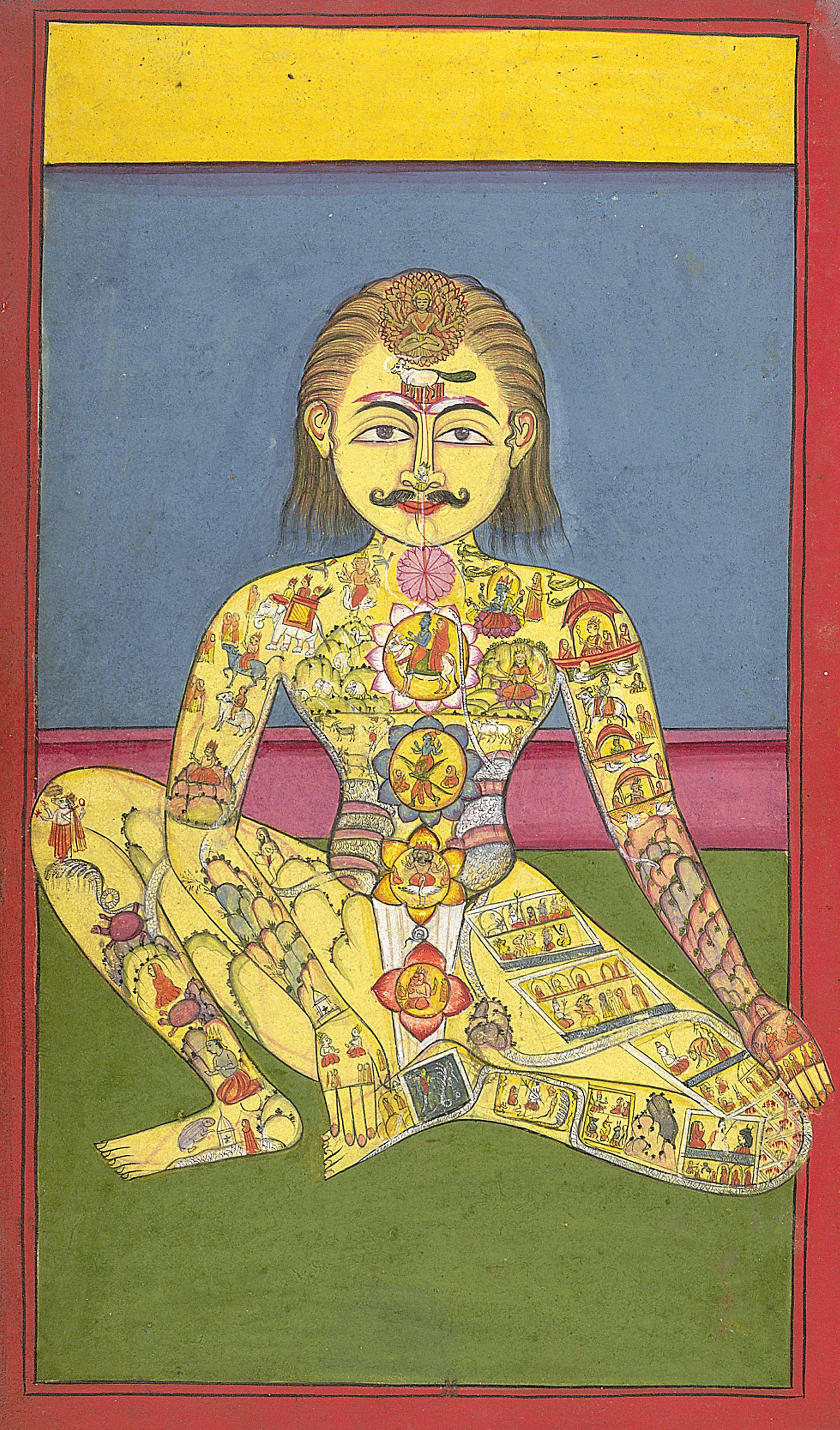
Oude Tibetaanse kaart met de 7 Chakra's en de belangrijkste marmapunten.

Kukundaraye (Kukundaraye-punt) is een marmapunt gelegen op de rug. Marmapunten worden in Oosterse filosofieën gebruikt bij massage, yoga, reflexologie en reiki. Men gelooft dat een marmapunt op een nadi ligt en zo een uitwerking kan hebben op een bepaald lichaamsdeel, proces of emotie
| Kukundaraye |                                                                                        |
| ----------- | -------------------------------------------------------------------------------------- |
| Positie     | Kukundaraye is gelegen op het onderste deel van de onderrug (positie: als iemand ligt) |
| Functie     | dit punt heeft invloed op het Swadhisthana (sacraal chakra)                            |

## Overige marmapunten
Naar schatting zijn er 62.000 marmapunten in het lichaam. De belangrijkste 52 zijn: